# Vila Tugendhat
Vila Tugendhat este o clădire istorică din cartierul de lux Černá Pole din Brno, Republica Cehă. Ea este unul dintre prototipurile de pionierat ale arhitecturii moderne din Europa și a fost proiectată de către arhitectul german Ludwig Mies van der Rohe. Construită din beton armat între 1928 și 1930 pentru Fritz Tugendhat și soția sa, Greta, vila a devenit repede un punct de reper al modernismului arhitectonic.

## Istoric
Vila a fost comandată de către evreii germani Fritz și Greta Tugendhat. Compania de construcții a lui Artur și Mořic Eisler a început construcția clădirii în vara anului 1929 și a terminat-o în 14 luni. Fritz și Greta Tugendhat s-au bucurat de traiul în vilă doar opt ani, ei părăsind Cehoslovacia împreună cu copiii lor în 1938 (inclusiv filosoful Ernst Tugendhat), cu puțin timp înainte ca țara să fie dezmembrată în urma Acordului de la München. Ei au trăit în Elveția și nu s-au mai întors niciodată pentru a locui în vilă. Clădirea a fost confiscată de către Gestapo în 1939 și folosită ca apartament și birou; interiorul ei a fost modificat și multe piese de mobilier au dispărut. Ea a suferit daune considerabile în timpul luptelor de la sfârșitul celui de-al Doilea Război Mondial și mai târziu, când a servit drept cartier militar și grajduri pentru Armata Sovietică. Clădirea a fost parțial reparată și folosită în diverse scopuri (de exemplu ca centru de fizioterapie pentru copii) timp de mai multe decenii după al Doilea Război Mondial.
Greta Tugendhat a revenit în vilă în 1967 cu un arhitect senior al biroului din Chicago al lui Mies și i-a explicat acestuia designul original al vilei, iar un grup de arhitecți cehi a fost contractat pentru a o repara. Ea a fost înscrisă pe Lista Națională a Patrimoniului Cultural în 1969 și restaurată după 1980. În 26 august 1992, Václav Klaus și Vladimír Mečiar, conducătorii politici ai Cehoslovaciei, s-au întâlnit acolo pentru a semna documentul care a divizat țara în Republica Cehă și Slovacia. Începând din anul 1994 vila a fost deschisă publicului ca muzeu administrat de orașul Brno.
În 1993 s-au constituit organizațiile Fondul Vila Tugendhat și Prietenii lui Tugendhat pentru a strânge fonduri ce urmau să fie folosite la conservarea și restaurarea clădirii. În 1995 orașul Brno a primit o sumă nerambursabilă de 15.000 de dolari pentru a plăti studiile preliminare de restaurare de la Samuel H. Kress European Preservation Program, ce face parte din World Monuments Fund. The International Music and Art Foundation, cu sediul în Liechtenstein, a promis alocarea unei sume de 100.000 de dolari, pentru că un membru al Consiliului de Administrație, Nicholas Thaw, a fost, de asemenea, membru al Consiliului de Administrație al Fondului Monumentelor Mondiale. Fundația Robert Wilson a alocat o sumă egală de 100.000 de dolari. Vila a fost înscrisă de UNESCO pe lista monumentelor din Patrimoniul Mondial în anul 2001.
În 2007 moștenitorii familiei Tugendhat au solicitat retrocedarea vilei, invocând o lege cu privire la operele de artă confiscate în perioada Holocaustului. Motivul pentru această solicitare pare a fi un sentiment de frustrare cauzat de eșecul primăriei orașului Brno de a realiza lucrările vitale de restaurare din cauza deteriorării betonului folosit în construcție. Porțiuni întregi din interior au dispărut. Mai târziu, părți ale lambriurilor originale din lemn au fost găsite la Universitatea Masaryk, o clădire utilizată de către Gestapo ca sediu al organizației din Brno.
Vila a fost o locație principală în filmul Hannibal Rising (2007), servind ca vilă a personajului negativ Vladis Gutas. Romanul The Glass Room a lui Simon Mawer, nominalizat pe lista scurtă pentru Premiul Booker în 2009, conține o poveste fictivă a unei case inspirate de această vilă.
Lucrările de reconstrucție și de restaurare au fost începute în februarie 2010, având costuri estimate la 150 de milioane CZK (aproximativ 5.769.000 euro sau 7.895.000 dolari). Această reconstrucție a fost terminată în februarie 2012, iar vila a fost redeschisă pentru public în luna martie. Dorind să celebreze restaurarea vilei, Royal Institute of British Architects a inaugurat expoziția „Villa Tugendhat in Context” la Londra, în care a realizat o istorie vizuală a clădirii și o înregistrare a etapelor lucrărilor de renovare prin intermediul mărturiilor a trei generații de fotografi.
În vecinătate se află vila Art Nouveau a familiei Löw-Beer (din care provenea Greta Tugendhat), în care funcționează acum o sucursală a Muzeului Regiunii Brno și care va fi amenajată pentru a prezenta o expoziție intitulată Lumea burgheziei din Brno Bourgeoisie în jurul familiilor Löw-Beers și Tugendhat.

## Design
Vila cu trei etaje este situată pe o pantă și are fațada orientată către sud-vest. Cel de-al doilea nivel (parterul) cuprinde camerele de locuit principale, spațiul social cu seră și terasă, bucătăria și camerele servitorilor. Cel de-al treilea nivel (primul etaj) are intrarea principală dinspre stradă cu un pasaj către terasă, holul de intrare, precum și camere pentru părinții, copii și bonă cu facilități corespunzătoare. Camera șoferului, garajul și terasa au un acces separat.
Principiul arhitectonic al lui Mies că „mai puțin este mai mult” și accentul pe dotările funcționale au creat un bun exemplu paradigmatic de arhitectură funcționalistă timpurie, o viziune nouă și inovatoare în proiectarea clădirilor din acea perioadă. Mies a folosit rame de fier, o tehnică revoluționară, care i-au permis să renunțe la ziduri de sprijin și să aranjeze spațiul interior în așa fel încât să accentueze senzația de spațiu și lumină. Un perete este o foaie de sticlă glisantă care coboară la subsol așa cum sunt coborâte geamurile unui automobil. Mies a proiectat toată mobila, în colaborare cu designerul de interior Lilly Reich (două fotolii proiectate pentru clădire, scaunul „Tugendhat” și scaunul „Brno”, se mai produc și astăzi). În vilă nu existau tablouri sau obiecte cu rol decorativ, însă, cu toate acestea, interiorul nu era deloc auster ca urmare a folosirii materialelor cu model natural, ca de exemplu captivantul perete din onix și lemn tropical rar. Peretele din onix este parțial translucid și își schimbă nuanțele atunci când apune soarele. Arhitectul a reușit, de asemenea, să facă priveliștea incredibilă ce se putea admira din vilă o parte integrantă a interiorului.
Costul a fost foarte mare din cauza metodei neobișnuite de construcție, a materialelor de lux întrebuințate și a utilizării de tehnologii moderne de încălzire și ventilație. Subsolul a fost folosit ca o zonă de servicii. Au fost amplasate un sistem ultra-modern de aer condiționat și o fațadă de sticlă care se deschide complet asistată de un mecanism instalat în perete. Spațiul de la parter era deschis și neobișnuit de mare în comparație cu casa familială medie din acea perioadă, care, în plus față de diferitele camere de depozitare, a făcut ca acea structură să fie unică dacă nu chiar confuză pentru vizitatorii care nu erau obișnuiți cu un astfel de minimalism.

## Imagini

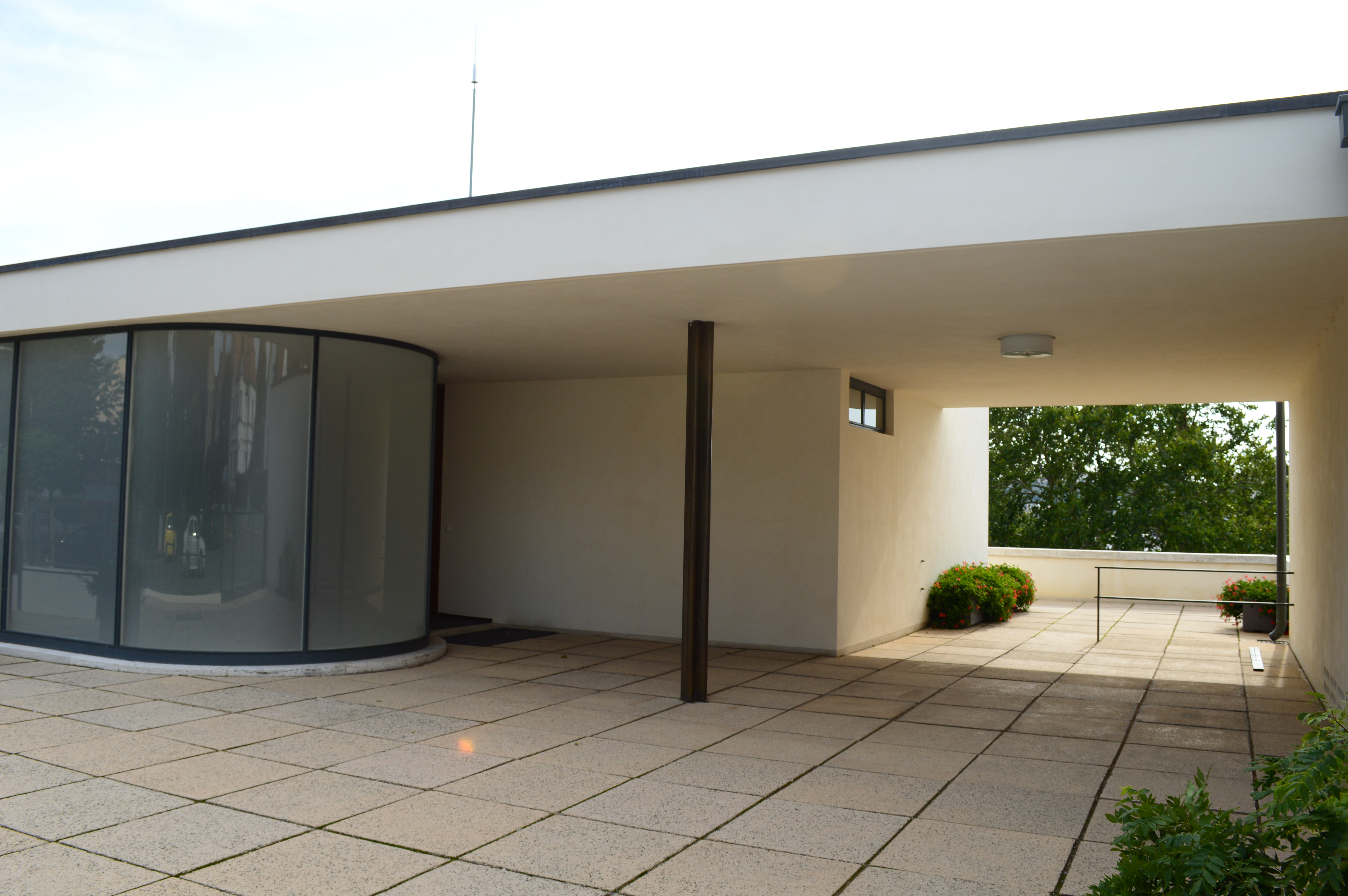
Vedere frontală
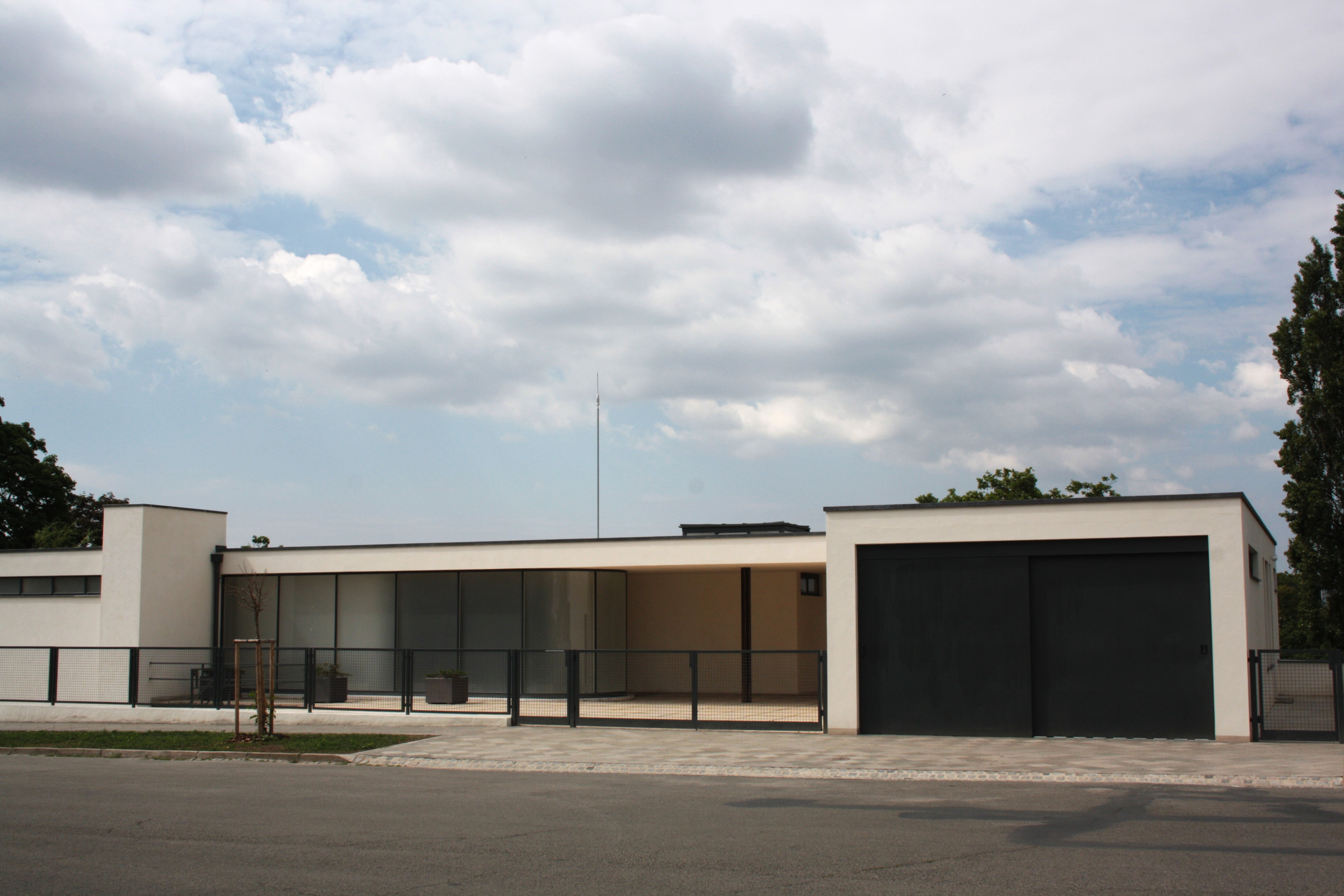
Vedere din stradă după reconstrucția din 2012
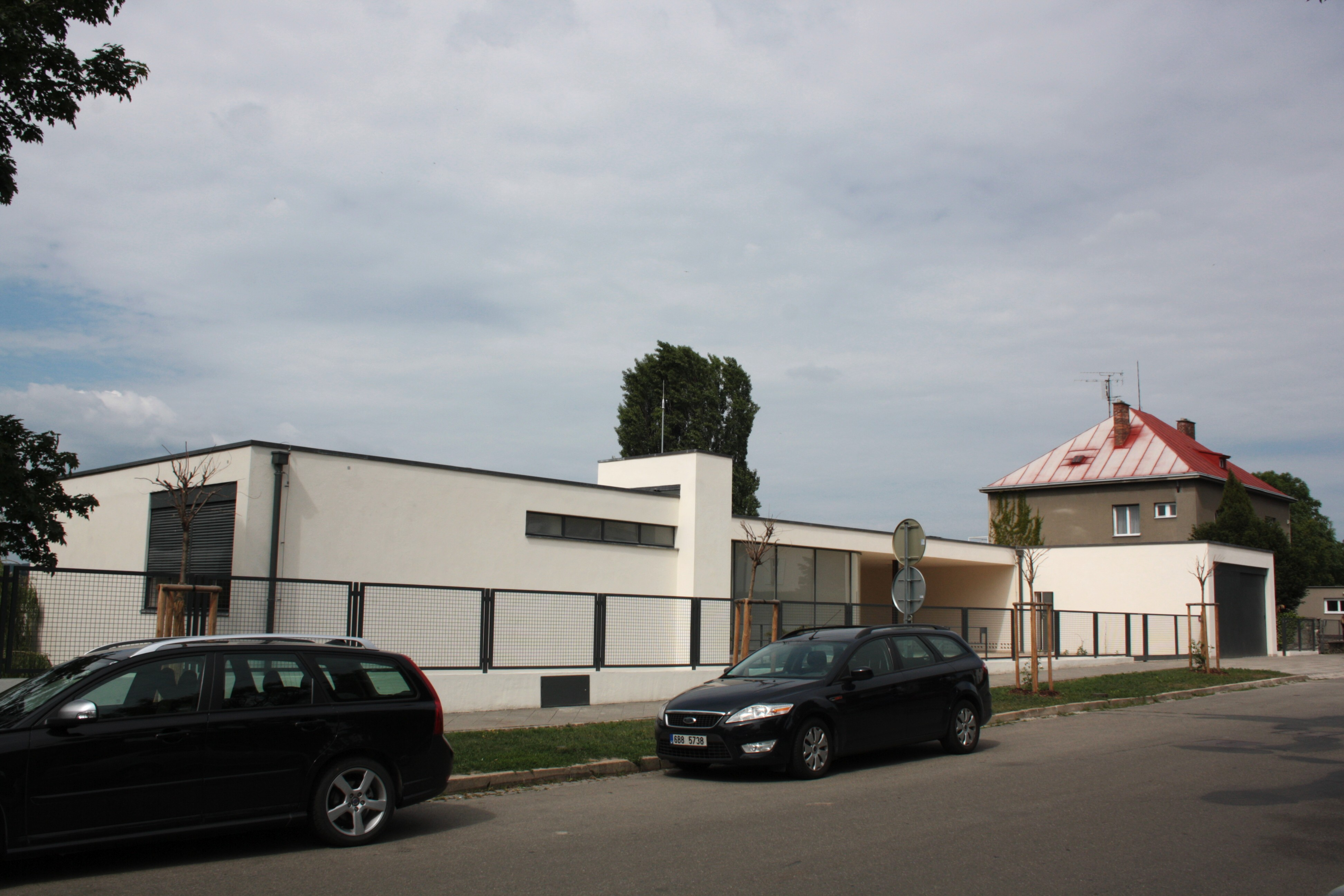
Vedere din stradă a părții stângi a vilei în 2012
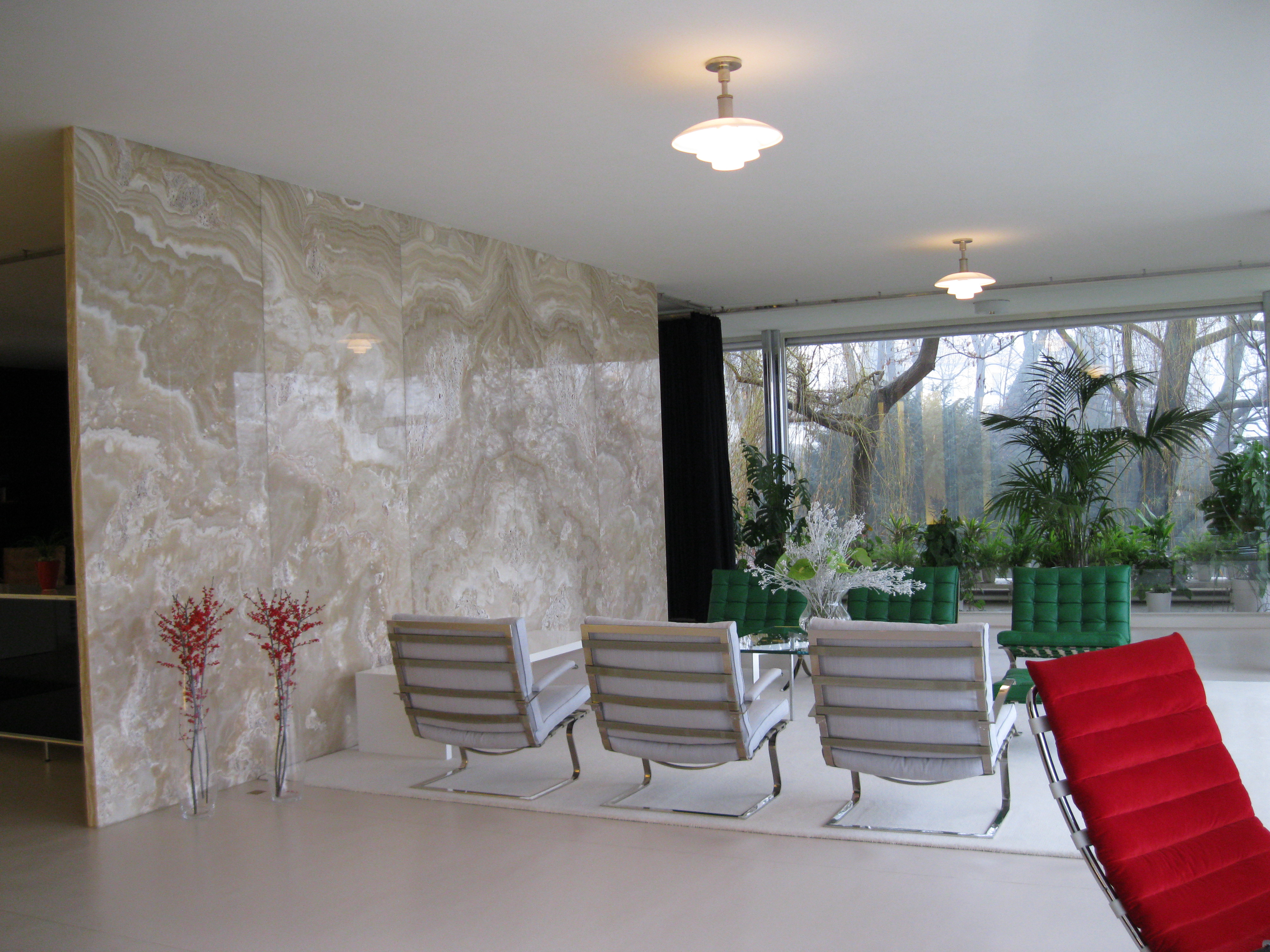
Perete din onix în camera de zi
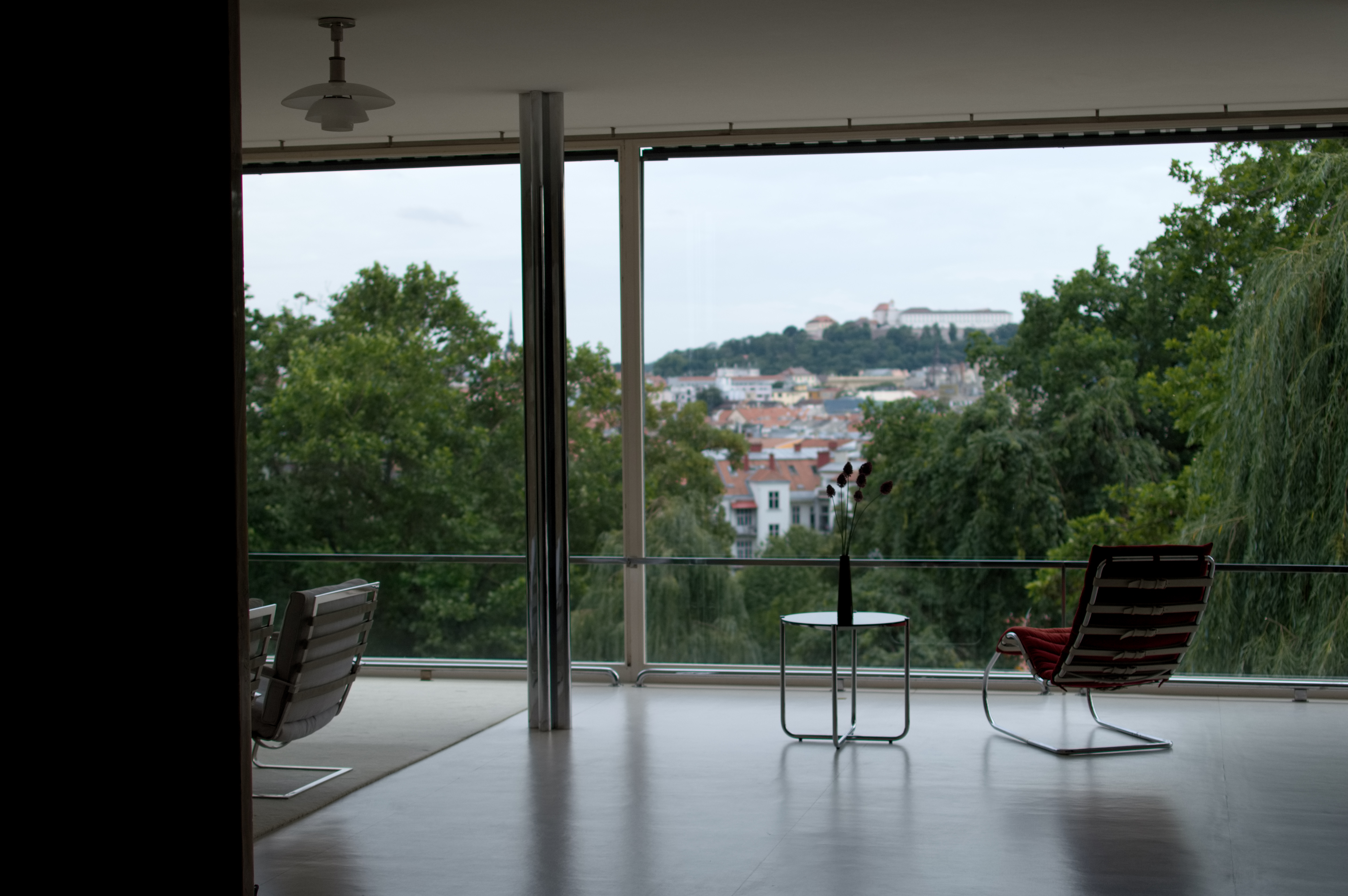
Interiorul vilei Tugendhat
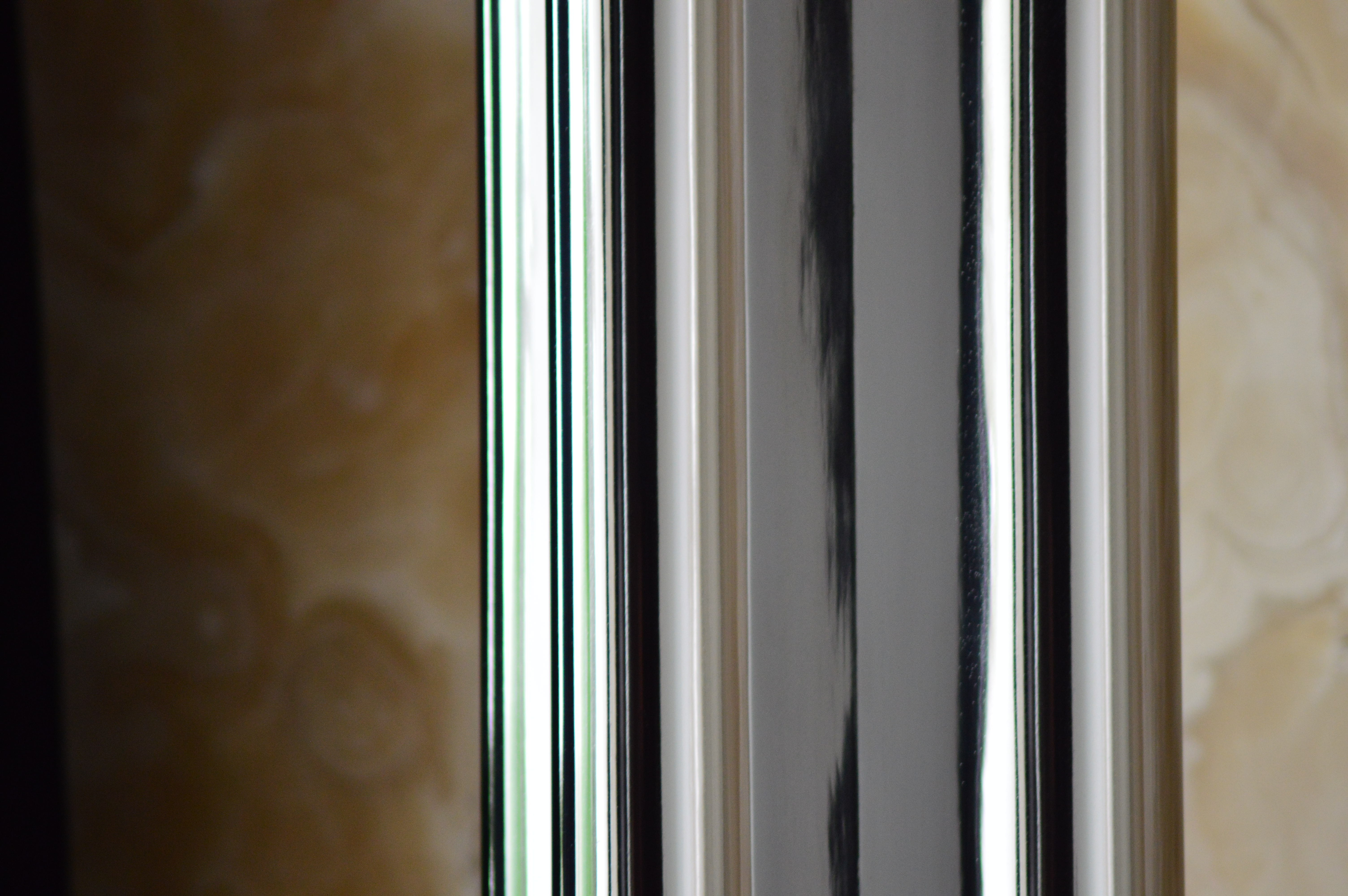
Interiorul vilei Tugendhat
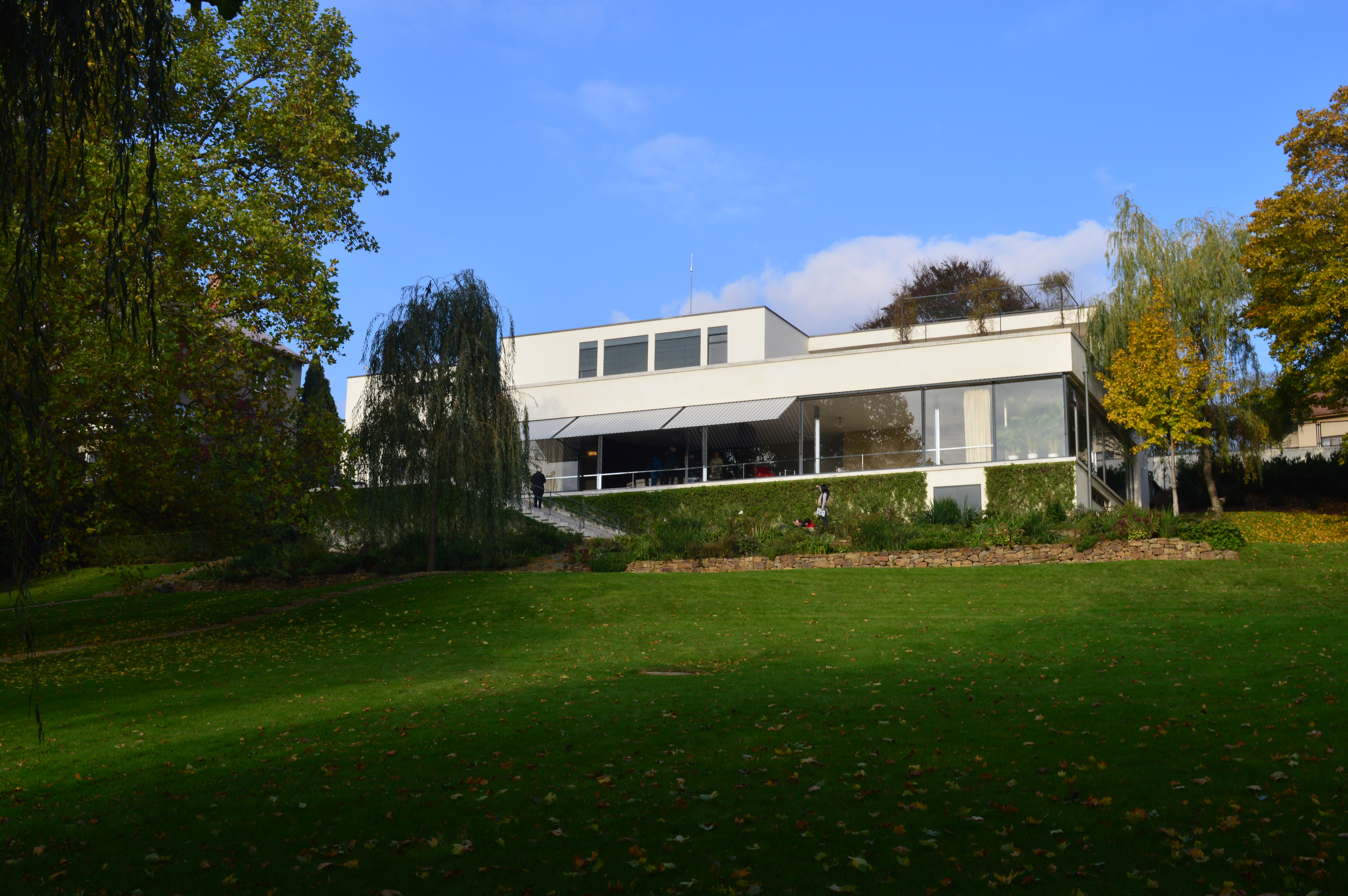
Vedere a vilei din grădină
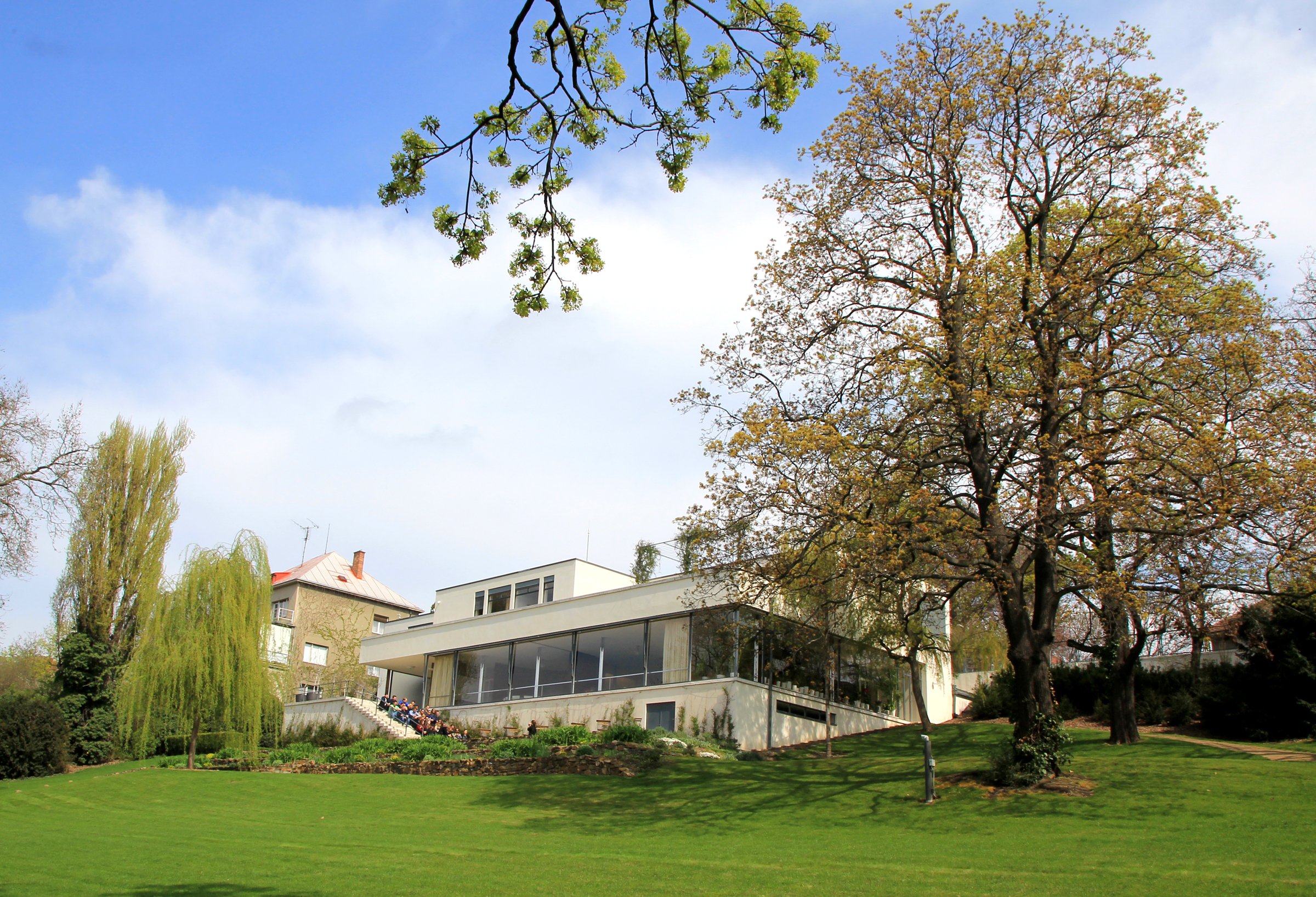
Vedere a vilei din grădină
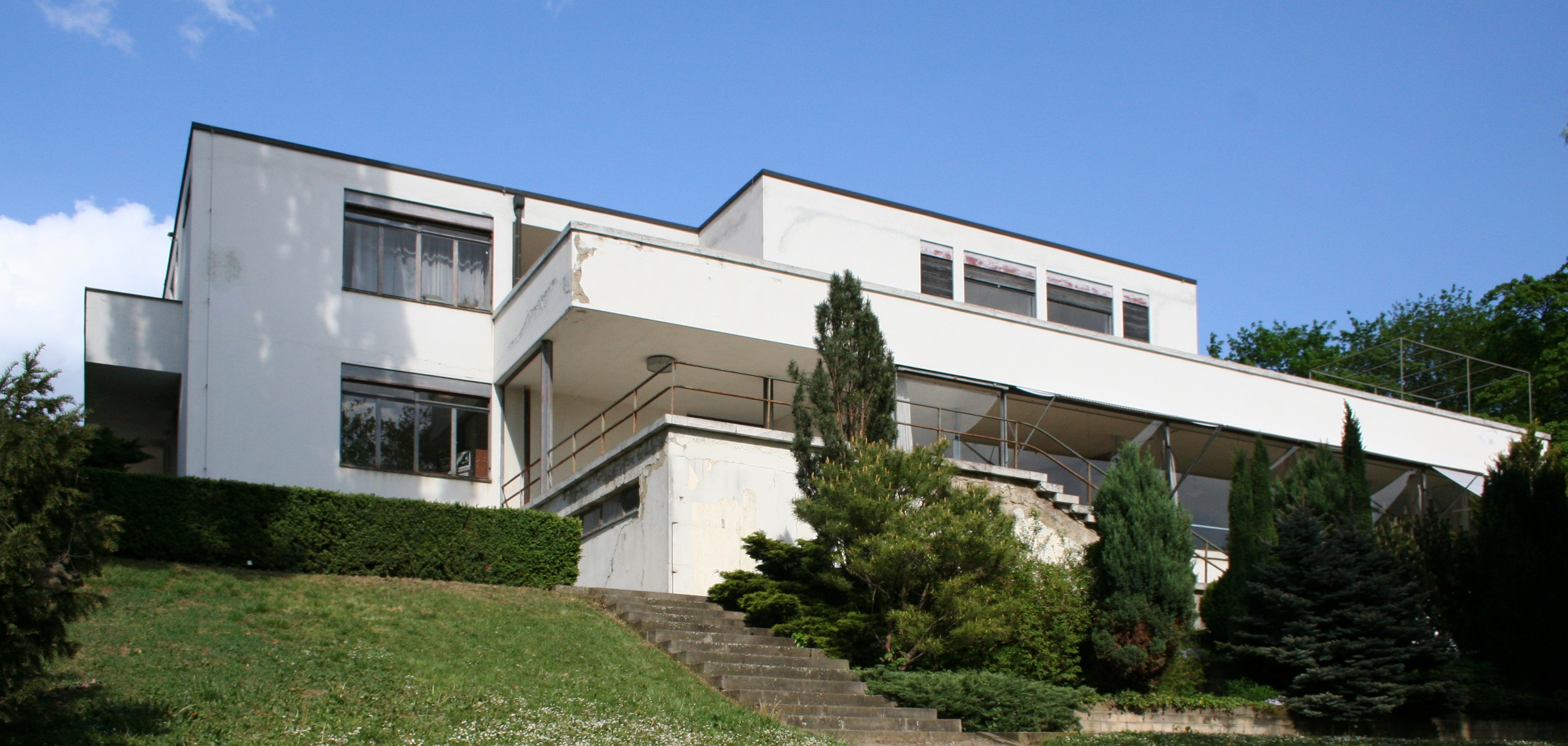
Cele trei nivele ale vilei

## Filme documentare
- Dieter Reifarth, Haus Tugendhat, 116 minute, 2013